# HD128775
HD128775 — хімічно пекулярна зоря спектрального класу B9, що має видиму зоряну величину в смузі V приблизно  6,6.
Вона  розташована на відстані близько 525,2 світлових років від Сонця.

## Фізичні характеристики
Телескоп Гіппаркос зареєстрував фотометричну змінність  даної зорі з періодом    1,63 доби в межах від  Hmin= 6,60 до  Hmax= 6,56.

## Пекулярний хімічний склад
Зоряна атмосфера HD128775 має підвищений вміст 
Si
.

## Магнітне поле
Спектр даної зорі вказує на наявність магнітного поля у її зоряній атмосфері.
Напруженість повздовжної компоненти поля оціненої з аналізу
становить  435,0± 185,0 Гаус.